# Donald Crisp

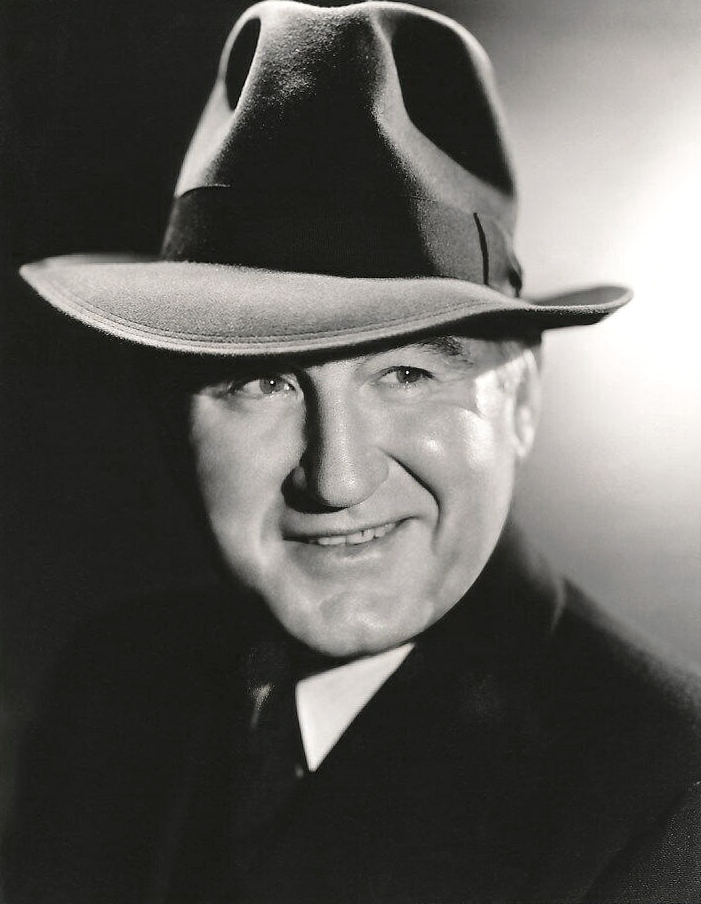
Donald Crisp (1941)

Donald Crisp (* 27. Juli 1882 in Bow bei London; † 25. Mai 1974 in Van Nuys, Kalifornien; eigentlich George William Crisp) war ein britischer Schauspieler, Regisseur und Geschäftsmann, der hauptsächlich in den Vereinigten Staaten arbeitete. Seine erfolgreiche Filmkarriere erstreckte sich von den frühen Tagen des Stummfilms bis Anfang der 1960er Jahre. Er war als Schauspieler in über 160 Filmen zu sehen und inszenierte über 70 Filme als Regisseur. 1941 gewann Crisp für seinen Auftritt in Schlagende Wetter den Oscar als bester Nebendarsteller.

## Leben
George William Crisp wurde 1882 in Bow bei London als Sohn von James und Elizabeth Crisp geboren. Er hatte vier Schwestern und drei Brüder. Nach einer Ausbildung am Eton College sowie in Oxford war er im Burenkrieg für die britische Armee im Einsatz. Im Jahr 1906 emigrierte Crisp in die Vereinigten Staaten. Auf der Überfahrt, bei der er Gelegenheit hatte, als Sänger bei einem Schiffskonzert mitzuwirken, fiel er dem Opern-Impresario John C. Fisher auf. Dieser verpflichtete den jungen Mann als Sänger und holte ihn nach New York City. Auf einer Tournee durch die Vereinigten Staaten und Kuba mit Fishers Sängertruppe entwickelte Crisp Interesse für das Theater. Zwischen April und August 1908 trat er am Broadway im Stück The Yankee Prince als Schauspieler auf. Am Broadway war er zeitweise auch als Inspizient für die Shows von George M. Cohan tätig. Ebenfalls im Jahr 1908 drehte Crisp seinen ersten Film, als das Kino noch in seinen Kinderschuhen steckte. Zahlreiche Filme folgten, in denen er nun unter dem Künstlernamen Donald Crisp auftrat.

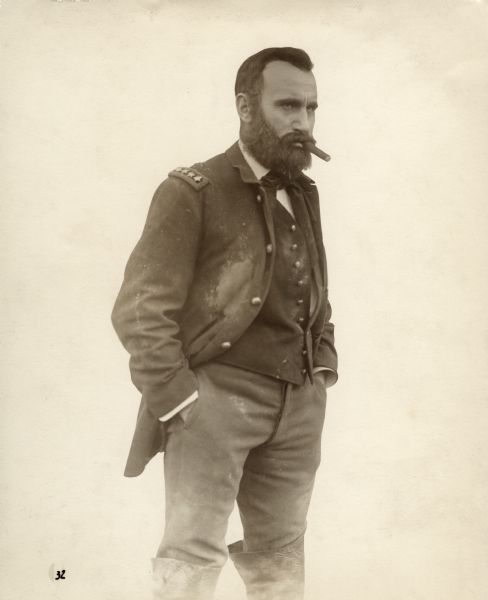
Donald Crisp als Ulysses S. Grant in David Wark Griffiths Die Geburt einer Nation (1915)

Der Schauspieler freundete sich mit dem Regisseur David Wark Griffith an und beide zogen 1912 zur noch jungen Filmindustrie nach Hollywood. Griffith setzte Crisp in mehreren seiner Filme ein, darunter als General Ulysses S. Grant im Kriegsepos Die Geburt einer Nation (1915), einem Meilenstein der Filmgeschichte. Bei Die Geburt einer Nation und weiteren Filmen arbeitete er auch als Regieassistent an der Seite von Griffith. Ab 1914 bis zum Ende der Stummfilmzeit übernahm Crisp selbst Regie bei über 70 Filmen. Er drehte unter anderem für die New Yorker Filmgesellschaft Biograph. Zu seinen bedeutendsten Filmen als Regisseur zählen die Komödie Der Navigator (1924), bei der er gemeinsam mit Buster Keaton Regie führte, sowie Der Mann mit der Peitsche (1925) mit Douglas Fairbanks in der Hauptrolle. Neben seinen Regiearbeiten übernahm Crisp weiterhin Filmrollen, so war er etwa unter der Regie von Cecil B. DeMille in Joan the Woman zu sehen. Seine wohl bekannteste Stummfilmrolle hatte er in Griffiths Broken Blossoms aus dem Jahr 1919, wo er in der Rolle eines sadistischen Boxers seine Filmtochter (Lillian Gish) zu Tode prügelt.
Während des Ersten Weltkrieges war er erneut für die britische Armee im Einsatz. Im Zweiten Weltkrieg war er trotz seines Alters noch einmal für die US Army tätig und erreichte den Rang eines Obersts.
Mit Beginn des Tonfilms Ende der 1920er Jahre beendete Crisp seine Laufbahn als Regisseur, etablierte sich jedoch als gefragter Nebendarsteller und war bei First National unter Vertrag. Häufig verkörperte er kantige und autoritäre, aber ehrenhafte Männer. In The White Angel von 1936 war Crisp als Widersacher von Florence Nightingale, gespielt von Kay Francis, zu sehen. Beide traten im Folgejahr erneut zusammen in Confession und Comet Over Broadway auf. Er spielte an der Seite führender Filmstars seiner Zeit, etwa neben Charles Laughton und Clark Gable in Meuterei auf der Bounty (1935), als Dr. Kenneth neben Laurence Olivier und David Niven in der Literaturverfilmung Sturmhöhe (1939) sowie als Berater von Königin Elizabeth in Der Herr der sieben Meere (1940) neben Errol Flynn. Bei der Oscarverleihung 1942 erhielt Crisp für seinen Auftritt als strenger, aber liebender Familienpatriarch in John Fords Bergarbeiter-Drama Schlagende Wetter (1940) den Oscar als bester Nebendarsteller. Seit Anfang der 1940er unter Vertrag bei MGM, spielte Crisp unter anderem 1944 den Vater von Elizabeth Taylor in Kleines Mädchen, großes Herz. Er war auch in einigen Lassie-Filmen zu sehen. Bis in die 1960er Jahre blieb er als Schauspieler aktiv. Sein letzter von knapp 170 Filmen war die Literaturverfilmung Sommer der Erwartung von 1963, in der er den Vater von Henry Fonda verkörperte.
Neben seiner Filmtätigkeit war Crisp ein erfolgreicher Geschäftsmann, vor allem als Immobilieninvestor, und beriet die Bank of America, die damals einer der wichtigsten Kreditgeber für die Filmindustrie war. Mit seinen Ratschlägen war Crisp mitverantwortlich, ob Filmproduktionen letztlich Kredite erhielten oder auch nicht. Durch diese Tätigkeit war er eine der einflussreichsten Personen in Hollywood.
Crisps erste Ehe mit Marie Stark wurde 1919 geschieden. Seine zweite Ehe mit der Autorin Jane Murfin (1884–1955) hielt von 1932 bis 1944. Donald Crisp verstarb 1974 im Alter von 91 Jahren nach einer Reihe von Herzinfarkten und wurde auf dem Forest Lawn Memorial Park in Glendale, Kalifornien, beigesetzt.

## Filmografie (Auswahl)

### Als Darsteller
- 1910: Sunshine Sue
- 1911: Fate’s Turning
- 1911: Swords and Hearts
- 1914: The Battle of Sexes
- 1915: Die Geburt einer Nation (The Birth of a Nation)
- 1915: The Commanding Officer
- 1916: Intoleranz (Intolerance)
- 1919: Gebrochene Blüten (Broken Blossoms)
- 1925: Der Mann mit der Peitsche (Don Q of Zorro)
- 1926: Der Seeräuber (The Black Pirate)
- 1928: Die Teufel der Nordsee (The Viking)
- 1929: The Return of Sherlock Holmes
- 1931: Svengali
- 1932: A Passport to Hell
- 1932: Dschungel im Sturm (Red Dust)
- 1934: The Crime Doctor
- 1934: The Key
- 1934: The Life of Vergie Winters
- 1934: British Agent
- 1934: What Every Woman Knows
- 1934: The Little Minister
- 1935: Laddie
- 1935: Öl für die Lampen Chinas (Oil for the Lamps of China)
- 1935: Meuterei auf der Bounty (Mutiny on the Bounty)
- 1936: The White Angel
- 1936: Maria von Schottland (Mary of Scotland)
- 1936: Der Verrat des Surat Khan (The Charge of the Light Brigade)
- 1936: Ein aufsässiges Mädchen (A Woman Rebels)
- 1936: Geliebter Rebell (Beloved Enemy)
- 1937: Ordnung ist das halbe Leben (The Great O’Malley)
- 1937: Parnell
- 1937: Das Leben des Emile Zola (The Life of Emile Zola)
- 1937: Confession
- 1937: That Certain Woman
- 1938: Sergeant Murphy
- 1938: Jezebel – Die boshafte Lady (Jezebel)
- 1938: Das Doppelleben des Dr. Clitterhouse (The Amazing Dr. Clitterhouse)
- 1938: Im Tal der Giganten (Valley of the Giants)
- 1938: Drei Schwestern aus Montana (The Sisters)
- 1938: Comet Over Broadway
- 1938: The Dawn Patrol
- 1939: Oklahoma Kid (The Oklahoma Kid)
- 1939: Sturmhöhe (Wuthering Heights)
- 1939: Juarez
- 1939: Sons of Liberty (Kurzfilm)
- 1939: Vier Töchter räumen auf (Daughters Courageous)
- 1939: Die alte Jungfer (The Old Maid)
- 1939: Günstling einer Königin (Private Lives of Elizabeth and Essex)
- 1940: Paul Ehrlich – Ein Leben für die Forschung (Dr. Ehrlich’s Magic Bullet)
- 1940: Orchid, der Gangsterbruder (Brother Orchid)
- 1940: Der Herr der sieben Meere (The Sea Hawk)
- 1940: Im Taumel der Weltstadt (City of Conquest)
- 1940: Knute Rockne, All American
- 1941: Shining Victory
- 1941: Arzt und Dämon (Dr. Jekyll and Mr. Hyde)
- 1941: Schlagende Wetter (How Green Was My Valley)
- 1942: Schlacht um Midway (The Battle of Midway) (Dokumentarfilm, Sprecher)
- 1942: The Gay Sisters
- 1943: Auf ewig und drei Tage (Forever and a Day)
- 1943: Heimweh (Lassie Come Home)
- 1944: Der unheimliche Gast (The Uninvited)
- 1944: Die Abenteuer Mark Twains (The Adventures of Mark Twain)
- 1944: Kleines Mädchen, großes Herz (National Velvet)
- 1945: Son of Lassie
- 1945: Die Entscheidung (The Valley of Decision)
- 1947: Die Farm der Gehetzten (Ramrod)
- 1948: Lassies Heimat (Hills of Home)
- 1948: Der Todesverächter (Whispering Smith)
- 1949: Lassie in Not (Challenge to Lassie)
- 1950: Zwischen zwei Frauen (Bright Leaf)
- 1951: Home Town Story
- 1954: Prinz Eisenherz (Prince Valiant)
- 1955: Mit Leib und Seele (The Long Gray Line)
- 1955: Der Mann aus Laramie (The Man from Laramie)
- 1957: Drango
- 1958: Vom Teufel geritten (Saddle the Wind)
- 1958: Das letzte Hurra (The Last Hurrah)
- 1960: Patrasche, mein kleiner Freund (A Dog of Flanders)
- 1960: Alle lieben Pollyanna (Pollyanna)
- 1961: Greyfriars Bobby (Greyfriars Bobby: The True Story of a Dog)
- 1963: Sommer der Erwartung (Spencer’s Mountain)

### Als Regisseur
- 1914: Her Father’s Silent Partner
- 1918: Rimrock Jones
- 1918: The House of Silence
- 1921: The Princess of New York
- 1921: The Bonnie Brier Bush
- 1922: Tell Your Children
- 1924: Der Navigator (The Navigator)
- 1925: Der Mann mit der Peitsche (Don Q Son of Zorro)
- 1926: Sunny Side Up
- 1927: Nobody’s Widow
- 1927: Man Bait
- 1927: Vanity
- 1927: The Fighting Eagle
- 1927: Dress Parade
- 1928: Stand and Deliver
- 1928: The Cop

## Auszeichnungen
- 1942: Oscar in der Kategorie Bester Nebendarsteller für Schlagende Wetter
- 1957: Ehrenpreis als Mitglied der Directors Guild of America
- 1960: Stern auf dem Hollywood Walk of Fame (1628 Vine Street)